# 楊文軍 (皮划艇運動員)
楊文軍（1983年12月25日—），江西省宜春丰城人，中國皮划艇静水项目運動員兼助理教练。

## 生涯
楊文軍被中国皮划艇队澳大利亚籍波兰裔外教马克（Marek Ploch）从江西队中提拔上来，後來楊文軍由于在训练中多次违背教练的意图和指示而被退回省隊。後來，年青的楊文軍在省隊中有着优秀的表现，再次入選國家隊，之後又因同一原因被退回省隊。
此后，楊文軍再次有幸被喚回國家隊，後來因為跟不上教練的严酷的訓練進度而再三退回省隊。之後，國家隊為了準備悉尼奧運而第四次召唤他入队，再之後，杨文军再也没有离开过国家队。
在2002年釜山亚运会上杨文军贏得了男子C2-500米與C2-1000米項目的金牌，1年後於世錦賽的C1-1000米項目名列第7。
2004年，楊文軍與孟關良搭档，以1分40秒278的成绩，夺得了雅典奧運会C2-500米項目的金牌，這也是中國奧運史上的首面皮划艇金牌。
在雅典奥运会之后，个人能力明显提升的杨文军，开始专攻单人艇。2005年，楊文軍於十運會贏得C1-100米以及C1-500項目為江西隊贏得兩面金牌。2006年12月，他在多哈亞運会上以1:55.009的成績贏得C1-500米項目的金牌。另外，在该项赛事中他还取得了男子C2-500米项目的銀牌。
在2005年克罗地亚萨格勒布世锦赛上，他参加了500米、1000米和200米三项比赛，分别取得了第6名、第7名和第10名的成绩。在2006年匈牙利塞格德世锦赛中，杨文军开始专攻短距离项目，获得了C1-500米的铜牌，这也是中国队在皮划艇世锦赛上取得了第一块男子项目的奖牌，另外杨文军还参加了200米的比赛取得了第5名。在2007年德国杜伊斯堡的世锦赛上，杨文军再次夺得一枚C1-500米项目的铜牌。
2008年北京奧運會，他與拍檔孟關良於C2-500米比賽中以1分41秒25成功衛冕金牌。
2009年的十一運會之後，楊文軍退役，之後出任江西省水上運動管理中心副主任，分管皮划艇。

## 資料來源
1. ↑  【奥运岁月】杨文军讲述蹬来的金牌 的存檔，存档日期2015-01-06.
2. ↑  .   [2012-11-16]. （原始内容存档于2016-03-04）.
3. ↑  【我的奥林匹克】孟关良、杨文军 的存檔，存档日期2015-01-06.
4. ↑  .   [2008-08-05]. （原始内容存档于2008-05-24）.
5. ↑  奥运冠军杨文军：冠军是拼出来的 （页面存档备份，存于）.中国江西网.2010-1-23